# Борисово (Черниговская область)
Борисово (укр. Борисове) — село в Коропском районе Черниговской области Украины. Население — 11 человек. Расположено на берегу одного из элементов дренажной системы реки Стрижень.
Код КОАТУУ: 7422282003. Почтовый индекс: 16234. Телефонный код: +380 4656.

## Власть
Орган местного самоуправления — Вольненский сельский совет. Почтовый адрес: 16234, Черниговская обл., Коропский р-н, с. Вольное, ул. Гагарина, 48.